# Max Balard
Maximilien Balard (Sydney, 20 november 2000) is een Australisch-Frans voetballer die doorgaans als middenvelder speelt. Hij verruilde in 2024 Central Coast Mariners voor NAC Breda.

## Carrière
Balard doorliep de jeugdopleiding van Central Coast Mariners en debuteerde op 3 januari 2021 in het eerste tegen Macarthur FC. Vanaf het seizoen 2021/22 werd Balard basisspeler voor de Australische club. In mei 2022 werd, met Balard als invaller, de finale van de Australia Cup verloren van Melbourne Victory (1-2). De twee seizoenen erna werd Balard met Central Coast kampioen van Australië, door achtereenvolgens Melbourne City en Melbourne Victory te verslaan in de finales van de play-offs. In het seizoen 2023/24 won Central Coast ook de AFC Cup, het tweede Aziatische niveau achter de AFC Champions League Elite. In de finale in mei 2024 werd Al Ahed verslagen. Balard stond alle wedstrijden van de AFC Cup in de basis.

### NAC Breda
In de zomer van 2024 stapte Balard over naar NAC Breda. Na zijn debuut in de eerste speelronde tegen FC Groningen (1-4) werd hij meteen basisspeler. In de eerste seizoenshelft werd hij slechts één keer gewisseld.

## Interlandcarrière
In november 2024 werd Balard opgeroepen voor het Australisch voetbalelftal, maar kwam niet in actie.

## Statistieken
| Seizoen | Club                   | Competitie   | Competitie | Competitie | Beker | Beker | Overig | Overig | Totaal | Totaal |
| Seizoen | Club                   | Competitie   | Wed.       | Dlp.       | Wed.  | Dlp.  | Dlp.   | Dlp.   | Wed.   | Dlp.   |
| ------- | ---------------------- | ------------ | ---------- | ---------- | ----- | ----- | ------ | ------ | ------ | ------ |
| 2020/21 | Central Coast Mariners | A-League Men | 5          | 0          | 0     | 0     | 0      | 0      | 5      | 0      |
| 2021/22 | Central Coast Mariners | A-League Men | 21         | 0          | 3     | 1     | 0      | 0      | 24     | 1      |
| 2022/23 | Central Coast Mariners | A-League Men | 26         | 0          | 1     | 0     | 0      | 0      | 27     | 0      |
| 2023/24 | Central Coast Mariners | A-League Men | 29         | 3          | 1     | 0     | 13     | 0      | 43     | 3      |
| 2024/25 | NAC Breda              | Eredivisie   | 33         | 0          | 1     | 0     | 0      | 0      | 34     | 0      |
| Totaal  | Totaal                 | Totaal       | 114        | 3          | 6     | 1     | 13     | 0      | 133    | 4      |

Bijgewerkt op 10 juni 2025.